# 18 f.Kr.
18 f.Kr. var ett normalår som började en torsdag i den proleptiska julianska kalendern, men i verkligheten antingen ett normalår som började en fredag, lördag eller söndag, eller ett skottår som började en lördag i den julianska kalendern (se skottårsfelet i den julianska kalendern för mer information).

## Händelser

### Efter plats

#### Korea
- Onjo blir den förste härskaren av det koreanska kungariket Baekje (traditionellt datum).